# پارک ملی چیکوی
پارک ملی چیکوی (انگلیسی: Chikoy National Park) یک پارک ملی حفاظت‌شده در ناحیه خودگردان چوکوتکای کشور روسیه است.